# بورچولا
بورچولا (به لاتین: Burchula) یک کوه در گرجستان است که در شهرداری اونی واقع شده‌است. بورچولا ۴٬۳۶۴ متر بالاتر از سطح دریا واقع شده‌است.